# Renässansens konst

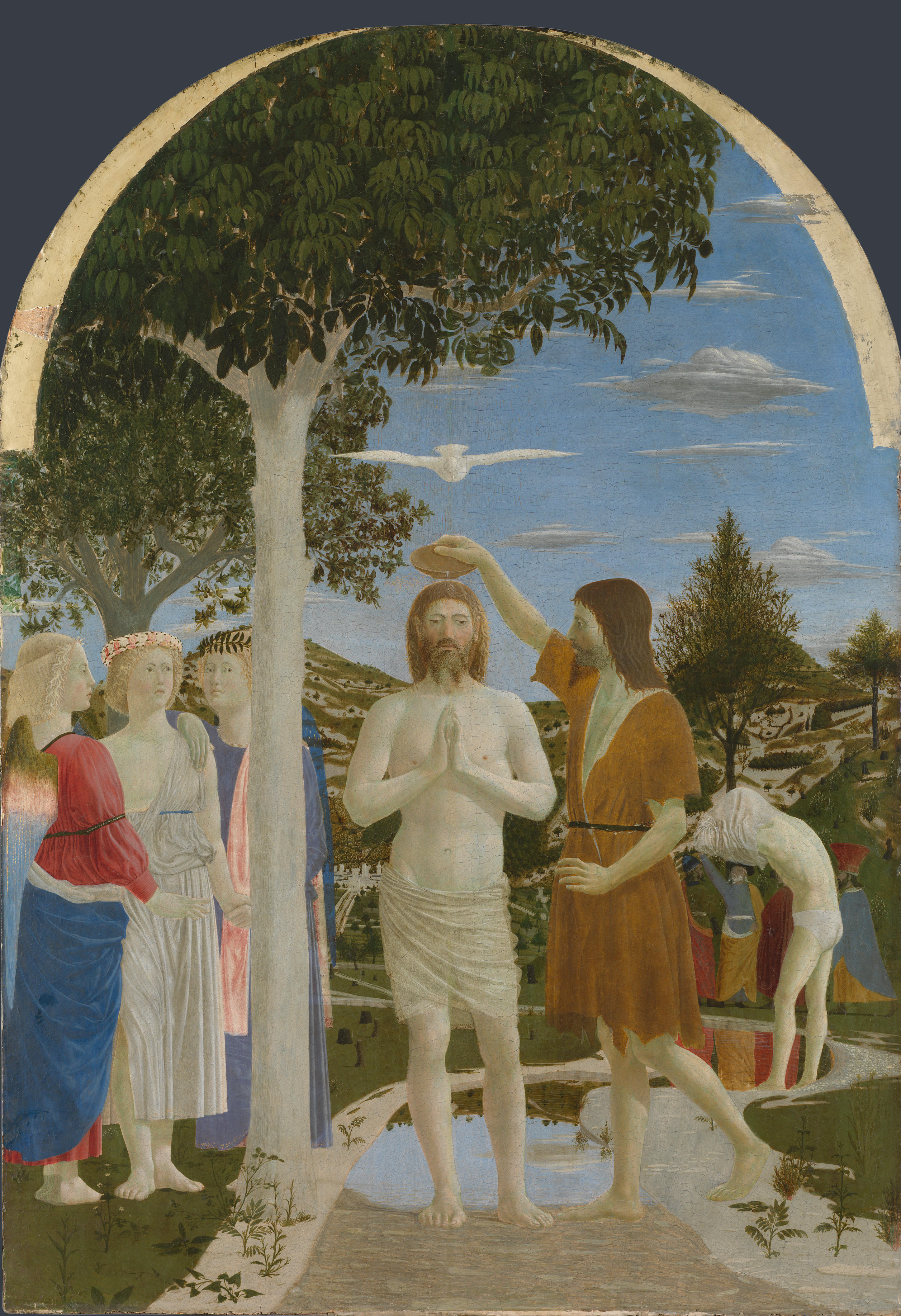
Kristi dop av Piero della Francesca.

De mest framstående konstarterna under renässansen är måleri, skulptur, arkitektur och konsthantverk. Renässanskonsten uppfattas som en "pånyttfödelse" av gamla traditioner, där de fick inspiration från antiken. Under renässansen utvecklades nya tekniker och nya konstnärliga strömningar. De tidigare ganska anonyma konstnärerna trädde fram individuellt, exempelvis Leonardo da Vinci, Filippo Brunelleschi och Leon Battista Alberti. 
Renässanskonsten utgör en markering av övergången från medeltid till tidig modern tid. Strax efter 1400-talet började konsten att utvecklas och växa i Europa. Konsten fick i samband med detta mer karaktär. Man började att skapa realistiska konstverk med influenser från antiken som till exempel äldre grekiska och latinska texter samt exakta avbildningar av landskap.

## Historia

### Renässanskonst i Italien (1475–1525)
Leonardo da Vinci (1452–1519), "universalgeniet", var en av de italienska konstnärer som dominerade konsten under högrenässansen. Leonardo ägnade en livstid på studier åt att minutiöst söka, notera och återge sina iakttagelser av den naturliga världen. Hans användande av oljefärg som sitt främsta medel gjorde att han kunde skildra ljus och dess effekter på landskap och att få föremål mer naturliga och med större dramatiska effekter, vilket han har visat i porträttet Mona Lisa. Även hans skildring av mänskliga känslor i Nattvarden etablerade en ny standard för religiöst måleri.
Konstnären Michelangelo (1475–1564) valde en annan riktning med sin konst, som särskilde honom från Leonardo. I varken hans måleri eller hans skulpturer visar han något intresse för observation av varje fysiskt objekt, utan bara för den mänskliga kroppen. Hans uppdrag under påve Julius II att måla Sixtinska kapellets tak resulterade i ett mästerverk av figurativ sammansättning, vilket skulle ha stor inverkan på varje efterföljande generation av europeiska konstnärer.
Den tredje största konstnären under högrenässansen var Rafael (1483–1520). Trots sitt korta liv målade han ett antal levande och engagerande porträtt, däribland många skildringar av Madonnan och Jesusbarnet, inklusive Sixtinska madonnan, även porträtt av påve Julius II och hans efterträdare Leo X.
Giovanni Bellini var högrenässansens representant från norra Italien. Hans samling innehåller flera stora altartavlor. Sacra conversazione, som visar en grupp av Jungfru Maria och helgon räknas till de stora mästerverken. Den samtida Giorgione lämnade kvar ett litet antal gåtfulla verk, däribland La Tempesta (Stormen), vars tema har varit en fråga för ivrig spekulation.

### Tidig nederländsk renässanskonst (1400–1525)
Jan van Eyck, Hubert van Eyck, Robert Campin, Hans Memling, Rogier van der Weyden och Hugo van der Goes var de stora konstnärerna i Nederländerna vid denna tid. Utan inflytande från den italienska renässansen utvecklades konsten ändå. Måleriet utvecklades ur den medeltida konsten. Konstnärer använde sig av oljefärg, eftersom den var flexibel och relativt hållbar. De tidigaste nederländska oljemålningarna var av väldigt noggrann och detaljerad form.
De nederländska målarna ville inte närma sig skapandet av en bild via en ram av linjära perspektiv och rätta proportioner och religiös symbolik. 
Hieronymus Bosch använde den typ av fantasifulla former som ofta utnyttjades för att dekorera gränser och bokstäver i illuminerade manuskript.

### Tidig fransk renässanskonst (1385–1520)
De franska konstnärerna var ofta knutna till hovet. De mest kända franska konstnärerna var bröderna Limbourg, skapare av Les Très Riches Heures du Duc de Berry'.
Det fanns ett antal konstnärer vid denna tid som målade många berömda altartavlor, som skiljer sig från både italienska och flamländska. Dessa två är Enguerrand Quarton och Jean Hey, annars känd som "Moulinsmästaren" efter hans altartavla i katedralen i Moulins). I dessa verk har realism och noggrann observation av den mänskliga gestalten, känslor och belysning kombinerats med en medeltida formalitet, vilket inbegriper förgylld bakgrund.

## Tekniken
- Förkortning innebär att man målade kortare linjer för att skapa ett djup i målningen.
- Chiaroscuro innebär att målaren genom kontraster mellan ljus och skugga söker skapa illusion av djup i bilden.
- Sfumato används när man vill göra en målning utan tydliga konturer. Leonardo använde denna teknik i Mona Lisa.

## Konsthantverket
Konsthantverket byggde på antikens former.  Nya möbler fick en annan arkitektonisk uppbyggnad även om de flesta möbler som fanns var till stor del väggfasta. I Nordeuropa var de influerade av nederländska motiv, vilket ledde till en friare gestaltning. Kännetecknen var att det blev robustare former och dekorativa textilmönster.

## Konstnärerna

### Italien
- Leonardo da Vinci
- Michelangelo
- Donatello
- Masolino
- Rafael
- Donato Bramante
- Piero di Cosimo
- Giotto di Bondone
- Domenico Beccafumi
- Sandro Botticelli

### Tyskland
- Lucas Cranach d.ä.
- Lucas Cranach d.y.
- Albrecht Dürer
- Hans Holbein d.ä.
- Hans Holbein d.y.
- Ambrosius Holbein

### Frankrike
- Jean Fouquet
- Jean Clouet
- Nicolas Froment
- Simon Marmion
- Enguerrand Quarton

### Spanien
- Bartolomé Bermejo
- Ayne Bru
- Juan de Flandes
- Jaume Huguet
- Paolo de San Leocadio

### Nederländerna
- Jan van Eyck
- Hubert van Eyck
- Robert Campin
- Hans Memling
- Rogier van der Weyden
- Hugo van der Goes
- Rembrandt Harmenszoon van Rijn